# Ельвін Люсьєр
Ельвін Люсьєр (14 травня 1931 — 1 грудня 2021) — американський композитор експериментальної музики та звукових інталяцій, які досліджують акустичні явища та звукове сприйняття. Був членом мистецького об'єднання Sonic Arts Union, разом із Гордоном Мамма, Робертом Ешлі, Девідом Берманом. Роботи Люсьєра знаходяться під впливом науки та фізики: композитор-експериментатор досліджує властивості звуку, резонанс просторів, фази інтерференції та передачі звуку через фізичний носій.

## Життєпис

### Ранні роки
Ельвін Люсьєр народився в Непшуа, Нью-Гемпшир. Здобув освіту в Єльському та Брандейському університетах. Протягом 1958-59 рр. навчився у відомих американських композиторів Лукаса Фосса та Аарона Копланда. У 1960 р. Люсьєр виграв стипендію на дворічне навчання в Римі. В Римі музикант знайомиться із американським емігрантом композитором Фредеріком Ржевським, хореографом Мерсом Каннінгемом, піаністом Давидом Тюдором. В цей час Люсьєр відвідує концерт ще одного американського композитора Джона Кейджа, музика якого вплинула на молодого Ельвіна. За час перебування в Римі, Ельвін Люсьєр написав багато камерних та оркестрових творів. В той час композитор був під враженням системи серіалізму в музиці.
У 1962 році Люсьєр повертається в США та займає керівника студентського хору в Брандейсі. 

### The Sonic Arts Union
У 1963 році камерний хор Люсьєра виступав в Ратуші Нью-Йорка, на цьому концерті композитор познайомився із Гордоном Мамма та Робертом Ешлі, які були директорами ONCE -FESTIVAL та запросили хор на виступ у наступному році. У 1966 році Люсьєр запрошує Мамма, Ешлі, Бермана в Брандейс для спільного концерту. Концерт чотирьох композиторів був настільки успішний, що музиканти вирушили в тур по США та Європі спочатку під назвою Sonic Arts Group, пізніше Роберт Ешлі запропонує назву Sonic Arts Union . Це об"єднання тривало до 1976 року, передбачало представлення творів кожного із 4 композиторів, обмін обладнання при потребі та взаємодопомогу.
У 1970 році Люсьєр покинув Брандейський університет заради роботи в Уельському університеті. З 1972 до 1979 року композитор зайняв посаду музичного директора Viola Farber Dance Company.

## Творчість

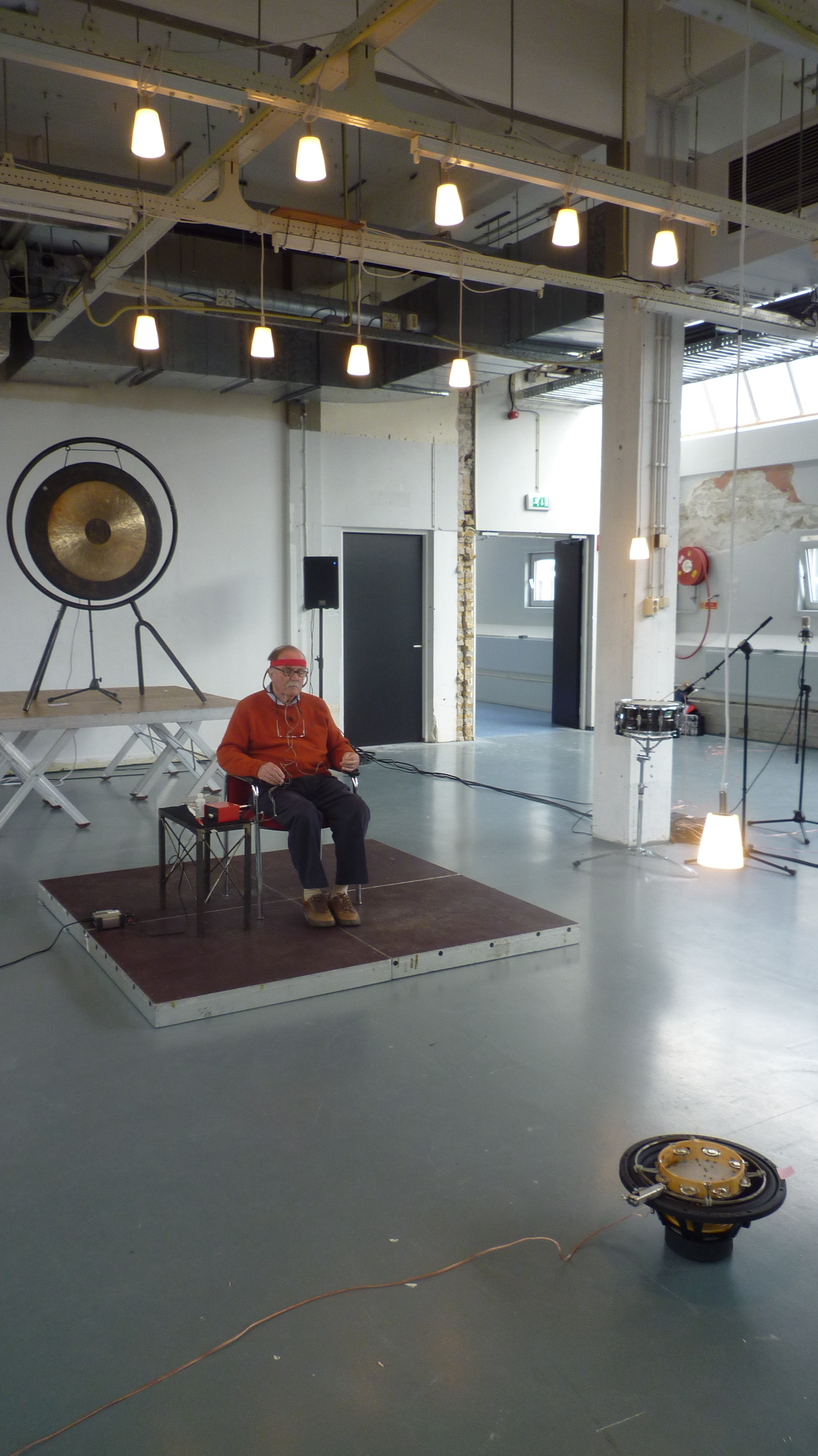

Люсьєра називають одним із провідників мінімалізму, концептуалізму, електронної та електроакустичної музики. Однак, Люсьєр ніколи не використовував комп"ютер в музичних цілях та не використовував досягнення сучасних музичних технології. В одному з інтерв'ю Люсьєр згадує:
« Електронну музику я практично не пишу, а вираз „нова технологія“ має до моєї музики непряме відношення. Я, використовую звичайну акустичну вимірювальну апаратуру, прості синусоідальні та імпульсні генератори. Я використовую її для досягнення нових акустичних ефектів, при цьому сам факт електронного походження цих ефектів мене абсолютно не цікавить».
Також композитор воліє називати свою музику не електронною, а експериментальною. 

## Фільми
- - 1976 — Music With Roots in the Aether: Opera for Television. Tape 3: Alvin Lucier. Produced and directed by Robert Ashley. New York, New York: Lovely Music.

## Дискографія
- Orchestra Works, New World Records CD 80755-2, 2013 (contains "Diamonds for 1, 2, or 3 Orchestras, " "Slices, " «Exploration of the House»)
- Almost New York, Pogus Productions CD P21057-2, 2011 (contains "Twonings, " "Almost New York, " "Broken Line, " «Coda Variations»)
- «Silver Streetcar for the Orchestra», Nick Hennies, on Psalms Roeba, CD #8, 2010
- Still and Moving Lines of Silence in Families of Hyperbolas, Nick Hennies, Quiet Design CD Alas011, 2010
- Still and Moving Lines of Silence in Families of Hyperbolas, 1-12, Lovely Music, Ltd. CD 1015, 2004
- Navigations for Strings; Small Waves, Mode Records, CD 124, 2003
- Still Lives, Lovely Music, Ltd. CD 5012, 2001 (contains "Music for Piano with Slow Sweep Pure Wave Oscillators, " "On the carpet of leaves illuminated by the moon, " «Still Lives»)
- «Music On A Long Thin Wire» [excerpt] on OHM: The Early Gurus of Electronic Music, 2000. 3CD.
- Theme, Lovely Music, Ltd. CD 5011, 1999 (contains "Music for Piano with Magnetic Strings, " "Theme, " « Music for Gamelan Instruments, Microphones, Amplifiers and Loudspeakers»)
- Panorama, Lovely Music, Ltd. CD 1012, 1997 (contains "Wind Shadows, " "Music for Piano with One or More Snare Drums, " "Music for Piano with Amplified Sonorous Vessels, " "Panorama ")
- Fragments for Strings, Arditti String Quartet, Disques Montaigne, 1996
- Clocker, Lovely Music, Ltd. CD 1019, 1994
- «Self Portrait», on Upper Air Observation, Barbara Held, flute, Lovely Music, Ltd. CD 3031, 1992
- «Nothing is Real» on Hyper Beatles 2, Eastworld, 1991
- Crossings, Lovely Music, Ltd. CD 1018, 1990 (contains "In Memoriam Jon Higgins, " "Septet for Three Winds, Four Strings, and Pure Wave Oscillator, " «Crossings»)
- «Music for Alpha Waves, Assorted Percussion, and Automated Coded Relays», on Imaginary Landscapes, Elektra/Nonesuch 79235-2, 1989
- Sferics, Lovely Music, Ltd. LP 1017, 1988
- Still and Moving Lines of Silence in Families of Hyperbolas, 5-8, Lovely Music, Ltd. LP 1016, 1985
- Still and Moving Lines of Silence in Families of Hyperbolas, 1-4, Lovely Music, Ltd. LP 1015, 1983
- Music for Solo Performer, Lovely Music, Ltd. LP 1014, 1982
- I am Sitting in a Room, Lovely Music, Ltd. LP/CD 1013, 1981/90
- Music On A Long Thin Wire, Lovely Music, Ltd. LP/CD 1011, 1980/92
- Bird and Person Dyning/The Duke of York, Cramps, 1975
- «Vespers», on Electronic Sound, Mainstream MS-5010, 1971
- «I am sitting in a room», on SOURCE Record #3, 1970
- «North American Time Capsule», on Music of Our Time series, CBS Odyssey Records, 1967

### Для прослуховування
- UBUWeb — includes original 1969 recording of «I Am Sitting In A Room» [Архівовано 26 грудня 2021 у Wayback Machine.]
- Music for Piano with One or More Snare Drums [Архівовано 13 квітня 2002 у Wayback Machine.] (1990) by Alvin Lucier, performed by Hildegard Kleeb
- Island (1998) performed by The Other Minds Ensemble at the Other Minds Music Festival in 1999 at Cowell Theater in San Francisco.
- Nothing Is Real (Strawberry Fields Forever) (1990) performed by Margaret Leng Tan at the Other Minds Music Festival in 1999 at the Cowell Theater in San Francisco.
- Sferics excerpt at Architectural Association radio program curated by Charles Stankievech.
- I Am Sitting in a Room Recreation, from Internet Archive
- Queen of the South Video performance at Rensselaer Polytechnic Institute — Eyestone/McCabe/DeKam
- I am sitting in a room [Архівовано 30 листопада 2016 у Wayback Machine.] A performance using the acoustics of the Inchindown oil tanks that hold the world record for the 'longest echo'